# Diecezja Nova Friburgo
Diecezja Nova Friburgo (łac. Dioecesis Neo-Friburgensis) – diecezja Kościoła rzymskokatolickiego w Brazylii. Należy do metropolii Niterói i wchodzi w skład regionu kościelnego Leste I. Została erygowana przez papieża Jana XXIII bullą Quandoquidem verbis w dniu 26 marca 1960.